# Чак Макканн
Чарльз Джон Томас «Чак» Макканн (англ. Chuck McCann, (2 вересня 1934 , Бруклін, Нью-Йорк  — 8 квітня 2018 , Лос-Анджелес, Каліфорнія )) — американський актор кіно, телебачення та озвучування, комік, ляльковід та ведучий. Брав участь у фільмуванні понад 100 стрічок.

## Кар'єра
Знявся у телесеріалах «Маленький будиночок у преріях», «Бонанца», «Коломбо», «Санта-Барбара», «227», «Старскі і Хатч» й ін.
Був відомий, головним чином, як ведучий телевізійних і анімаційних програм для дітей, керував власною програмою «Шоу Чака Макканна» (The Chuck McCann Show).
Брав участь в озвучуванні анімаційних фільмів і серіалів, а також комп'ютерних ігор (King's Quest VI: Heir Today, Gone Tomorrow, True Crime: New York City, Heroes of Might and Magic V, Gothic 3, Spider-Man 3) і рекламних роликів.
Озвучував шоу для дитячого телебачення. Саме його голосом говорили персонажі «Гарфілд шоу», «Нові пригоди Вінні-Пуха», «Качині історії», «Брати Гавс», «Неймовірний Халк», «Джетсони», «Смурфіки», «Чіп і Дейл поспішають на допомогу», «Пригоди ведмедиків Гаммі», «Чудеса на віражах», «Гарфілд та його друзі», «Гарфілд шоу», «Пустотливі анімашки», «Том і Джеррі. Дитячі роки», «Фантастична четвірка», «Залізний Людина», «Суперкрошкі», «Суперкрошкі 2016», «Тік-герой», «Час пригод», «Чорний плащ» і ін.
Чак Макканн також був близьким другом засновника журналу «Playboy» Г'ю Гефнера і брав участь у створенні декількох відео для журналу.
У 1958—1966 роках він був одружений зі Сьюзен О'Коннор, з якою у нього народився син Шон, який помер у 2009 році. З 1977 року він був одружений з Бетті Фаннінг, з якою у нього було дві дочки.
Помер у 2018 році у віці 83 років від серцевої недостатності. Похований на кладовищі Форест-Лаун.

## Вибрана фільмографія
- 1968 — Серце — самотній мисливець — Спірос Антанопулос
- 1970 — Кіномеханік — Чак Макканн, кіномеханік / Капітан Флеш
- 1971 — Думаю про Дженніфер — добрий самаритянин
- 1972 — Грай як по писаному — асистент лікаря
- 1976 — Німе кіно — охоронець
- 1992 — Сонечка — буфетник
- 1992 — Сторівілля — Падж Герман
- 1993 — Робін Гуд: Чоловіки в трико — сільський житель
- 1995 — Дракула: Мертвий і задоволений — шинкар
- 2005 — Аристократи — у ролі самого себе